# Diego Ortega y Escacena
Diego Ortega y Escacena OFM († 1693) war ein römisch-katholischer Ordensgeistlicher und Apostolischer Vikar von Marokko.

## Leben
Diego Ortega y Escacena war Mitglied der Ordensgemeinschaft der Franziskaner. Er wurde am 28. August 1693 zum Titularerzbischof von Stauropolis und zum Apostolischen Vikar des im selben Jahr gegründeten Apostolischen Vikariats Marokko ernannt. Das Sakrament der Bischofsweihe spendete ihm am 30. November desselben Jahres der emeritierte Apostolische Nuntius in der Schweiz, Odoardo Cibo. Das den andalusischen Franziskaner aus der Provinz San Diego de Alcalá anvertraute Apostolische Vikariat Marokko hatte jedoch keinen Bestand und auch die katholische Mission in Marokko konnte nicht aufrechterhalten werden. Später bestand zwischen 1742 und 1775 unter João da Silva Ferreira wieder ein Bistum Tanger, aber erst 1859 gelang es fünf spanischen Franziskanermissionaren, die Mission wiederzubeleben und zu festigen.